# Java-aap
De java-aap of krabbenetende makaak  (Macaca fascicularis) is een aap van het geslacht makaken (Macaca), die van nature voorkomt in Zuidoost-Azië.

## Algemeen
Bij de geboorte is kleur van de vacht van de java-aap zwart. Volwassen exemplaren hebben een grijze of roodbruine vacht. Ze hebben een donkere snuit. De mannetjes hebben snorharen en vrouwtjes hebben een baard.
De java-aap kan zo'n 50 cm lang worden en heeft een ongeveer 50–60 cm lange staart. Mannetjes wegen zo'n 5–7 kg en vrouwtjes zo'n 3–4 kg.
De apen leven gemiddeld genomen in groepen van zo'n 30 exemplaren, met een ongeveer 2.5 vrouwtje op één mannetje.
De java-aap kan in gevangenschap zo'n 30-35 jaar oud worden.

## Verspreiding en leefgebied
De java-aap komt van nature voor in de Aziatische landen India, Cambodja, Laos, Thailand, Myanmar, Vietnam, Maleisië, Indonesië en de Filipijnen. Daarnaast is het dier op een aantal plaatsen in de wereld in het wild geïntroduceerd.
De java-aap komt voornamelijk voor in bosrijke gebieden langs rivieren en aan de kust en brengt veel tijd van de dag door boven in de bomen, maar komt ook vaak op de grond en kan ook erg goed zwemmen. Java-apen kunnen goed overweg met mensen en leven daarom ook vaak in de buurt van dorpen.

## Voedsel
De java-aap eet voornamelijk fruit. Daarnaast ook wel bladeren, knoppen, gras, bloemen en zaden, maar ook insecten, krabben, garnalen en kikkers.

## Voortplanting
De vrouwtjes van de java-aap zijn geslachtsrijp als ze zo'n vier jaar oud zijn. Daarna krijgen ze elke een à twee jaar een jong. De mannetjes zijn pas geslachtsrijp als ze zo'n zes jaar oud zijn.
De draagtijd bedraagt zo'n 5,5 maand. De zoogtijd is iets meer dan een jaar.
Een jong van een vrouwtje dat hoger in rang staat in de groep heeft gemiddeld gesproken een grotere kans om te overleven. De redenen hiervoor zijn dat nageslacht van vrouwtjes die lager in rang zijn minder kans op voedsel heeft en meer agressiviteit zal ondervinden van vrouwtjes die hoger in rang zijn.
Interessant is dat de jongste dochter van de alfavrouw meestal hoger staat dan haar oudere zussen.

## Ondersoorten
Van deze soort worden 10 ondersoorten onderscheiden.
- Macaca fascicularis fascicularis
- Macaca fascicularis aurea (É. Geoffroy, 1831) – Myanmar
- Macaca fascicularis philippinensis (I. Geoffroy, 1843) – Filipijnen
- Macaca fascicularis umbrosa (Miller, 1902) – Nicobaren
- Macaca fascicularis fusca (Miller, 1903) – Simeulue
- Macaca fascicularis karimondjawae (Miller, 1903) – Karimunjawa-eilanden
- Macaca fascicularis lasiae (Miller, 1903) – Lasia (Atjeh)
- Macaca fascicularis atriceps Kloss, 1919 – Ko Kham
- Macaca fascicularis condorensis Kloss, 1926 – Côn Đảo
- Macaca fascicularis tua Kellogg, 1944 – Maratua (Derawan-eilanden)

## Trivia
- De java-aap is (na de resusaap) de meest gebruikte aap voor laboratoriumonderzoek.
- De java-aap is een van de apensoorten die in de ruimte zijn geweest.
- In januari 2018 lukt het Chinese wetenschappers om de java-aap te klonen.[3]